# Campanha da Jordânia (1967)
A Campanha da Jordânia de 1967, foi maior campanha da Guerra dos Seis Dias, a qual resultou em uma vitória arrasadora de Israel sobre o Egito, Síria, Jordânia e Iraque. Para Israel, essa foi a parte mais importante da guerra, que resultou na captura de muitos monumentos Judaicos e Jerusalém pelos Israelenses.

## Contexto
Em 5 de junho de 1967, Israel lançou Operação de Foco, em que a Força Aérea Israelense quase aniquilou as forças aéreas do Egito, Jordânia e Síria. Depois de derrotar o Egito no deserto o combate, na Península do Sinai, Israel, voltou a sua atenção para a Jordânia.

## Batalha
O Rei Hussein da Jordânia possuía uma força de comandos iraquianos além de suas próprias forças. O objetivo Israelenses era de capturar Jerusalém Oriental, a qual estava sobre administração Jordaniana. A principal batalha ocorreu em Jerusalém. O combate também ocorreu na Cisjordânia, onde soldados Jordanianos e Iraquianos defenderam suas posições. Os Israelenses tiveram que lutar contra as forças Jordanas, que defendiam suas posições a partir de  casamatas e bunkers. 
A Batalha da Colina da Munição foi uma das batalhas mais ferozes da guerra, na qual tropas israelenses enfrentaram tropas jordanas em uma colina em Jerusalém ocidental, a qual resultou em 71 soldados Jordanianos e  37 Israelenses mortos. Tropas Israelenses também conquistaram Belém. As tropas Israelenses avançaram atrás dos tanques e sem danificar os locais sagrados. Quarenta defensores jordanianos foram mortos, o restante recuou. Os Israelenses avançaram para Jerusalém.
Engajando em guerra urbana, em Jerusalém, com o objetivo de chegar à Cidade Velha de Jerusalém. O Portão de Mandelbaum foi o primeiro objetivo. Os israelenses correram para um ninho de metralhadora camuflada, que derrubou cada soldado que tentou atravessar, até a vinda de um tanque, o qual neutralizou a posição inimiga. Após o portão ser conquistado, os próximos objetivos alcançados foram o portão de Damasco e o Museu Rockefeller. Os quais foram capturados. Após combate corpo a corpo, os israelenses conseguiram romper para a cidade velha.
O alto comando israelense emitiu a ordem de não utilizarem blindados na cidade velha. Isto resultou em baixas mais pesadas, mas os israelenses estavam preocupados que muitas relíquias e monumentos judaicos, cristãos ou islâmicos fossem destruídos. Os israelenses acabaram por conquistar a Cidade Velha e puderam voltar a rezar no Muro das Lamentações, após um hiato de 19 anos.

## Resultado
700 jordanianos e 10 iraquianos foram mortos e 2 500 Jordanianos e 30 Iraquianos ficaram feridos, enquanto 550 Israelenses foram mortos, e 2 400 feridos. As forças Israelenses se dirigiram em seguida para as colinas de Golã, então território sob domínio Sírio . Depois de combater as tropas Sírias, os israelenses ocuparam as colinas de Golã.